# Razor Ridge
Razor Ridge är en bergstopp i Antarktis. Den ligger i Östantarktis. Australien gör anspråk på området. Toppen på Razor Ridge är 67 meter över havet.
Terrängen runt Razor Ridge är platt. Trakten är obefolkad. Det finns inga samhällen i närheten. 